# Bernardvillé
Bernardvillé település Franciaországban, Bas-Rhin megyében. Lakosainak száma 199 fő (2022. január 1.). Bernardvillé Andlau, Eichhoffen, Itterswiller, Nothalten és Reichsfeld községekkel határos.

## Népesség
A település népességének változása:
| Lakosok száma | 222  | 230  | 232  | 231  | 222  | 212  | 203  | 202  | 199  |
|               | 2013 | 2015 | 2016 | 2017 | 2018 | 2019 | 2020 | 2021 | 2022 |